# Heldrungen
Heldrungen è una frazione della città tedesca di An der Schmücke, nel Land della Turingia.

## Storia
Il 1º gennaio 2019 la città di Heldrungen venne fusa con i comuni di Bretleben, Gorsleben, Hauteroda, Hemleben e Oldisleben, formando la nuova città di An der Schmücke.